# Affaire Joanna Parrish
Joanna Parrish
Joanna Marie Parrish était une tutrice britannique et étudiante en langues née le 30 juillet 1969 à Newnham on Severn (Gloucestershire, Angleterre) et morte assassinée le 16 ou le 17 mai 1990 à Monéteau (Bourgogne-Franche-Comté) alors qu'elle travaillait dans une école locale dans le cadre de ses études.
Joanna Parrish était une étudiante de premier cycle en langues à l'Université de Leeds qui étudiait le français. Elle disparaît dans la nuit du 16 au 17 mai après avoir déposé une annonce dans un journal bourguignon proposant des cours d'anglais privés et avoir pris rendez-vous avec un étudiant qui l'aurait contactée. Son corps dénudé est retrouvé le lendemain dans une rivière de Monéteau. Il présente des traces de viol, de coups et d'étranglement.
Après plusieurs années sans piste, Michel Fourniret, un tueur en série français surnommé « l'ogre des Ardennes », est suspecté en 2008 du meurtre de Joanna en raison de similitudes avec d'autres de ses crimes élucidés. L'épouse de Fourniret, Monique Olivier, a également fait plusieurs déclarations à la police dénonçant sa culpabilité avant de retirer ses allégations, affirmant qu'elles avaient été obtenues sous la contrainte. L'affaire a été close en 2011, mais rouverte l'année suivante après l'émergence de nouvelles preuves. En février 2018, Fourniret avoue le meurtre de Parrish, mais meurt avant de pouvoir être jugé.
En 2023, les procureurs de la République accusent Monique Olivier de s'être impliquée dans le meurtre de Parrish.

## Contexte et mort
Joanna Marie Parrish est née le 30 juillet 1969 de l'union de Pauline Murrell et Roger Parrish. Elle passe une grande partie de son enfance dans le village de Newnham on Severn, dans le Gloucestershire, et étudie à la Ribston Hall High School (en) à proximité de Gloucester. Elle étudie le français à l'Université de Leeds pendant quatre ans, et un stage en alternance la pousse à partir en France au cours de la troisième année d'études. Au moment de son décès en mai 1990, elle enseignait l'anglais comme tutrice au lycée Jacques-Amyot d'Auxerre. Son stage aurait dû s'achever une semaine après sa disparition. Ses parents avaient par conséquent prévu de lui rendre visite en France à la fin de son stage pour lui ramener des affaires de la maison, préparant ainsi le voyage de Parrish en Tchécoslovaquie afin d'y rejoindre son petit ami, un camarade rencontré à l'Université de Leeds et qui effectuait également un stage à l'étranger.
Pour compléter ses revenus pendant son séjour en France, Joanna Parrish propose dans la presse locale des cours particuliers d'anglais. D'après sa colocataire, elle avait été contactée par un homme lui proposant d'enseigner l'anglais à son fils. Un rendez-vous est alors fixé devant la Banque Populaire d'Auxerre à 7 h le lendemain matin,,. Six heures plus tard, personne ne sait où elle se trouve. Son corps dénudé est retrouvé le lendemain dans une rivière de Monéteau, à cinq kilomètres d'Auxerre. Elle avait été violée, battue et étranglée.

## Enquête

### Première enquête (2008-2011)
L'enquête piétine, aucun suspect probable n'est identifié pendant près de 18 ans. En 2008, le tueur en série Michel Fourniret, reconnu coupable des meurtres de sept filles et jeunes femmes en France et en Belgique entre 1987 et 2001 est considéré comme un suspect très probable dans l'affaire,. Le meurtre de Joanna Parrish présente des similitudes avec le modus operandi de Fourniret. Tout comme plusieurs autres victimes du tueur, Parrish est morte après avoir été violée et étranglée, et son corps portait des traces de perforation de la peau qui ont été également retrouvées sur d'autres victimes.
La responsabilité de Fourniret dans l'affaire se renforce lorsque Monique Olivier affirme avoir vu son mari tuer une jeune femme à Auxerre avant de jeter son corps dans une rivière. Olivier est reconnue coupable de complicité dans l'entièreté des meurtres après avoir aidé son mari à chercher de futures victimes en conduisant le véhicule servant à l'enlèvement. Monique Olivier s'est par la suite rétractée de ses déclarations, affirmant qu'elles avaient été obtenues sous la contrainte.
À la suite de la condamnation de Fourniret, les preuves ADN recueillies sur les lieux du crime de Parrish ont été transférées à un laboratoire scientifique pour analyses. Lors d'une réunion avec les enquêteurs français en juin 2009, le père de Parrish, Roger, a été informé que les échantillons avaient été égarés. Il a par la suite exprimé sa déception face à la perte des échantillons : "Ce n'est pas tout à fait la fin du processus, mais la plus grande chance nous a échappé". En mai 2010, les juges d'instruction concluent à un non-lieu en faveur de Fourniret, faute de preuves suffisantes. L'affaire est administrativement close l'année suivante,.
La famille de Joanna Parrish a exprimé sa frustration face à la décision des autorités françaises, craignant que le véritable coupable ne paye jamais pour ses méfaits. La mère de Parrish, Pauline Murrell, a écrit une lettre à Monique Olivier pour lui demander de dire la vérité.

### Réouverture de l'affaire en 2012
Le 5 juin 2012, la cour d'appel de Paris annule l'ordonnance de non-lieu adressée à Fourniret et demande aux juges de rouvrir l'affaire. D'après l'avocat de la famille Parrish, Didier Seban, le concerné est "un homme au lourd passé criminel et qui a été dénoncé". De nouvelles traces ADN ont été retrouvées et un témoignage incriminent le tueur en série,,.

### Aveux
Le 16 février 2018, l'avocat de la famille Parrish déclare à la presse que Fourniret avait avoué à plusieurs reprises le meurtre devant les juges. Fourniret meurt le 10 mai 2021, et emporte ses secrets dans la tombe.

### Poursuites judiciaires contre Monique Olivier
En mai 2023, la cour d'assises des Hauts-de-Seine a annoncé l'inculpation de Monique Olivier, suspectée de s'être impliquée dans les meurtres de Joanna Parrish, Estelle Mouzin et de Marie-Angèle Domèce,. Elle est jugée pour ces faits en fin d'année 2023,. Le 19 décembre 2023, Monique Olivier est condamnée, pour complicité, à la réclusion criminelle à perpétuité assortie d'une période de sûreté de vingt ans.